# Stundenachse

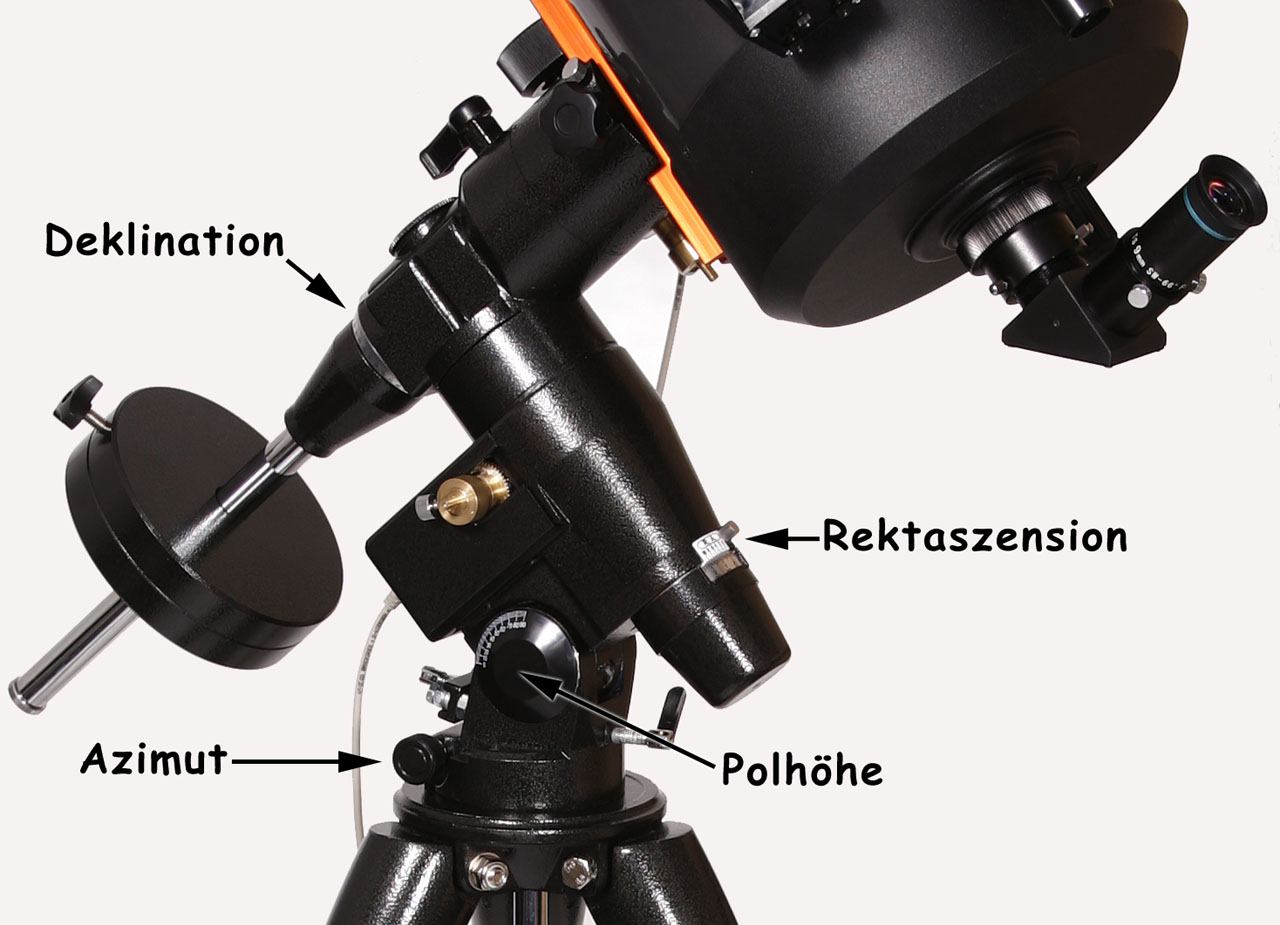
Die Einstellmöglichkeiten an einem Teleskop

Die Stundenachse (auch Rektaszensionsachse) ist ein Begriff aus der Astronomie und bezeichnet jene Achse einer äquatorialen Fernrohrmontierung, um die das Teleskop der täglichen Drehung des Sternhimmels nachgeführt werden kann.
Die Stundenachse stellt bei exakter Ausrichtung die örtliche Parallele zur Erdachse dar und weist damit genau zum Himmelspol der jeweiligen Hemisphäre.
Sie bezeichnet gleichzeitig einen von vier möglichen Freiheitsgraden eines astronomischen Teleskops. Um diese Achse drehen sich scheinbar alle Gestirne. Wenn man das Teleskop nachführt (händisch oder motorisch), kann man dem Lauf eines Gestirns (Sonne, Planet, Stern etc.) folgen. Eine Umdrehung erfolgt nicht in 24 Stunden, sondern rund 4 Minuten rascher (siehe Sterntag und Sternzeit).
Die vier Freiheitsgrade eines Teleskops sind:
- Rektaszension
- Deklination
- Polhöhe (=geografische Breite)
- Azimut.